# Саконнакхон
Саконнакхон (тай. สกลนคร) — місто в однойменній провінції на сході Таїланду в регіоні Ісаан, розташована приблизно за 651 км від Бангкока. Населення — 76 000 осіб.

## Клімат
Місто знаходиться у зоні, котра характеризується кліматом тропічних саван. Найтепліший місяць — квітень із середньою температурою 42,5 °C (108,5 °F).. Найхолодніший місяць — січень, із середньою температурою 0,5 °C (32,9 °F).
| Клімат Саконнакхона                        | Клімат Саконнакхона | Клімат Саконнакхона | Клімат Саконнакхона | Клімат Саконнакхона | Клімат Саконнакхона | Клімат Саконнакхона | Клімат Саконнакхона | Клімат Саконнакхона | Клімат Саконнакхона | Клімат Саконнакхона | Клімат Саконнакхона | Клімат Саконнакхона | Клімат Саконнакхона |
| Показник                                   | Січ.                | Лют.                | Бер.                | Квіт.               | Трав.               | Черв.               | Лип.                | Серп.               | Вер.                | Жовт.               | Лист.               | Груд.               | Рік                 |
| Абсолютний максимум, °C                    | 36,2                | 38,8                | 41,0                | 42,5                | 42,3                | 40,0                | 39,4                | 36,0                | 35,7                | 35,1                | 36,6                | 35,3                | 42,5                |
| Середній максимум, °C                      | 29,2                | 31,3                | 33,9                | 35,2                | 33,9                | 32,8                | 31,9                | 31,5                | 31,6                | 31,4                | 30,8                | 29,0                | 31,8                |
| Середня температура, °C                    | 22,5                | 24,4                | 27,5                | 29,2                | 28,5                | 28,4                | 27,8                | 27,5                | 27,4                | 26,6                | 24,9                | 22,5                | 26,4                |
| Середній мінімум, °C                       | 16,8                | 18,9                | 22,4                | 24,6                | 25,2                | 25,4                | 25,1                | 24,8                | 24,4                | 22,8                | 20,0                | 17,0                | 22,2                |
| Абсолютний мінімум, °C                     | 0,5                 | 7,6                 | 12,4                | 15,0                | 16,5                | 19,4                | 20,5                | 21,7                | 20,0                | 14,2                | 6,9                 | 4,0                 | 0,5                 |
| Середня кількість сонячних годин на місяць | 272,8               | 243,0               | 275,9               | 243,0               | 198,4               | 156,0               | 120,9               | 117,8               | 183,0               | 235,6               | 252,0               | 272,8               |                     |
| Норма опадів, мм                           | 6.8                 | 30.5                | 56.3                | 92.4                | 232.3               | 262.1               | 377.7               | 323.7               | 223.0               | 65.6                | 13.9                | 7.4                 |                     |
| Днів з дощем                               | 2,0                 | 3,5                 | 6,1                 | 9,2                 | 17,3                | 19,4                | 21,7                | 23,9                | 17,0                | 7,3                 | 2,4                 | 0,9                 |                     |
| Вологість повітря, %                       | 67                  | 65                  | 63                  | 66                  | 76                  | 80                  | 82                  | 84                  | 83                  | 76                  | 70                  | 68                  | 73                  |
| ------------------------------------------ | ------------------- | ------------------- | ------------------- | ------------------- | ------------------- | ------------------- | ------------------- | ------------------- | ------------------- | ------------------- | ------------------- | ------------------- | ------------------- |

## Цікаве
- Ват Пхра Тхат Чхенг Чум